# Bogumił Grott
Bogumił Andrzej Grott (ur. 3 stycznia 1940 w Warszawie) – polski historyk, politolog i religioznawca, profesor nauk humanistycznych, nauczyciel akademicki Uniwersytetu Jagiellońskiego w Krakowie i innych uczelni. Badacz m.in. nacjonalizmu, zwłaszcza w kontekście jego powiązań z religią, specjalizuje się również w historii polsko-ukraińskiej.

## Życiorys
Jest synem Eugeniusza Grotta, inżyniera, przedsiębiorcy i oficera rezerwy Wojska Polskiego, wywiezionego po wojnie obronnej 1939 do Związku Radzieckiego, zaginionego bez wieści, oraz Kazimiery Grottowej z Adamowiczów, historyk sztuki, doktor filozofii, dyrektor departamentu w Ministerstwie Kultury i Sztuki.
Ukończył studia na kierunku archeologia polska w Uniwersytecie Jagiellońskim. W 1974 uzyskał stopień naukowy doktora nauk humanistycznych na podstawie napisanej pod kierunkiem Romana Hecka rozprawy pt. Pierwsi Piastowie oleśniccy.
Habilitował się w 1986. Tytuł profesorski uzyskał w 1997.
Został profesorem na Wydziale Humanistycznym Akademii Humanistyczno-Ekonomicznej w Łodzi. Uprzednio był profesorem w Instytucie Religioznawstwa Uniwersytetu Jagiellońskiego, wykładał w Wyższej Szkole Ekonomiczno-Humanistycznej w Bielsku-Białej.
Publikował m.in. w „Myśli Polskiej” i „Naszym Dzienniku”.
Zdaniem badacza ugrupowań narodowych w Polsce, Rafała Pankowskiego, jest on związany z polskim ruchem nacjonalistycznym. Zgodnie ze swoimi przekonaniami politycznymi włączył się w działalność Towarzystwa Obrony Kresów Zachodnich oraz Kresowego Ruchu Patriotycznego.

## Publikacje
- Nacjonalizm i religia (1984)
- Katolicyzm w doktrynach ugrupowań narodowo-radykalnych do roku 1939 (1987)
- Nacjonalizm chrześcijański (1991)
- Religia, cywilizacja, rozwój – wokół idei Jana Stachniuka (2003)
- Materiały i studia z dziejów stosunków polsko-ukraińskich. Księgarnia Akademicka, 2008. ISBN 978-83-7188-073-5
- Dmytro Doncow, Nacjonalizm, Księgarnia Akademicka. 2008 (przedm.)
- Różne oblicza nacjonalizmów. Polityka-religia-etos, Wydawnictwo NOMOS. 2010 (red.), ISBN 978-83-7688-019-8 – Wybrane artykuły
- Dylematy polskiego nacjonalizmu: powrót do tradycji czy przebudowa narodowego ducha (2014)